# Bérénice Marlohe
Bérénice Lim Marlohe (París, 19 de maig de 1979) és una actriu i model francesa d'origen sinocambodjà.

## Biografia
Bérénice Marlohe nascuda d'una mare francesa i pare sinocambodjà, va créixer en la regió de París. Després de seguir el curs del Conservatori Nacional de Música i Dansa, es va dedicar breument al modelatge i la carrera d'actriu. Va prendre classes en l'escola de teatre Beatriz Brout i va aprendre la improvisació amb l'actor Philippe Lelièvre.

## Filmografia
- La Discordance (2007)
- Le temps est à l'orage (2009)
- L'Art de séduire (2011)
- Un bonheur n'arrive jamais seul (2012)
- Skyfall (2012)
- De 5 a 7 (2015)
- Song to Song (2017)
- Redivider (2017)
- Revolt (2017)
- Valley of the Gods (2017)